# Hayden von Dorff

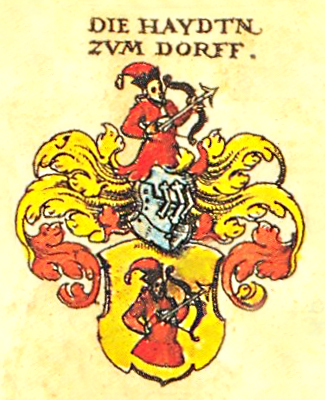
Wappen der Hayden zum Dorff

Die Hayden von Dorff (auch Haiden, H. von und zu Dorff) waren ein altes oberösterreichisches Adelsgeschlecht, welches ihren Stammsitz Schloss Dorff 600 Jahre besaßen. 1888 wurden sie in den Freiherrenstand erhoben.

## Geschichte
Ein Berthold Hayden wird bereits 1317 erwähnt, sein Sohn Nikolaus 1360. In einer Urkunde des Klosters Garsten wird 1327 der Steyrer Bürger Ruger von Hayden genannt. Herzog Albrecht II. von Österreich verlieh am 10. August 1336 einen Meierhof zu Molln an Ruger und Niklas von Hayden. Thomas von Hayden, Sohn des Niklas, war von 1376 bis 1379 Richter zu Kremsmünster und Pfleger auf Scharnstein. 1400 wird Dorff ein Lehen des Herzogs Albrecht IV. von Österreich. Eine Urkunde von 1417 erlaubte es dem Wolfgang von Hayden, auf dem Schloss Wein auszuschenken. 
Im 17. Jahrhundert ehelichte Christoph Benedikt Hayden von Dorff Beatrix Spindler, Besitzerin des Schlosses Weyer. Die Hayden von Dorff hatten auch lange Zeit die Besitzungen Inzersdorf und bis 1758 Lindach inne. Die Erbtochter Susanna des Wolf Siegmund von und zu Dorff heiratete 1659 Christoph Adam von Zötliz (Zedlitz), der Geld in die Ehe brachte und so den Besitz rettete. Christoph Adam starb sehr bald, sodass das Schloss an den Neffen Christoph Adam von Hayden ging. Dieser ließ über seine Besitzungen 1711 einen Fideikommiss errichten, der erst 1939 aufgehoben wurde. Eduard Hayden von und zu Dorff trat als Abgeordneter hervor. Wolfgang von Hayden besaß Dorff bis 1913. Ritter Freiherr Eduard von Hayden verstarb 1959 im 75. Lebensjahr und vererbte den Besitz an seine Enkelin Angela Beck.
Die Hayden bekleideten die üblichen Funktionen, wie Verordneter oder Raitherr der Landstände des Erzherzogtums Österreich ob der Enns im Ritter-, später auch im Herrenstand, und dienten in der habsburgischen Armee.
Christoph Achatz Hayden von und zu Dorff, General-Feldwachtmeister und Kommandant von Carlsburg in Siebenbürgen, wurde 1732 in den Freiherrnstand erhoben.

## Wappen
Das Wappen ist ein gelber Schild, in welchem die Hälfte eines rot gekleideten mit einer spitzigen Ungarischen Hauben bedeckten Mändls in der Hand einen gespannten Bogen mit aufgelegten Pfeil haltend zu sehen.
Auf dem mit Gold gekrönten Helm erscheint gleichfalls die Hälfte des beschriebenen roten Mändls. Die Helmdecken sind in rot und gelb vermischt.

## Persönlichkeiten
- Christoph Achatz Hayden von und zu Dorff, General-Feldwachtmeister
- Eduard Hayden von und zu Dorff (1815–1895), österreichischer Politiker und Gutsbesitzer
- Sigmund Christoph Hayden zu Dorff (1853–1926), ab 1888 Freiherr; Sohn des Eduard, österreichischer Politiker und Gutsbesitzer[1]

## Stammliste der Hayden
Die Stammliste der Hayden von Dorff von ungefähr 1300 bis 1800.